# رينان فوجينهو
رينان رودريغيز دا سيلفا (بالبرتغالية: Renan Rodrigues da Silva‏) (9 أكتوبر 1989 ب‍لوندرينا في البرازيل - ) المعروف برينان فوجينهو (بالبرتغالية: Renan Foguinho‏)، هو لاعب كرة قدم برازيلي يلعب في مركز الوسط الدفاعي. شارك مع منتخب البرازيل تحت 20 سنة لكرة القدم. أما مع النوادي، فقد لعب مع أتلتيكو باراناينسي وأتلتيكو غويانيينسي وأضنة سبور ودينامو مينسك ونادي 15 نوفمبر ‏.

## وصلات خارجية
- رينان فوجينهو على موقع اتحاد تركيا (لاعب) (الإنجليزية)
- رينان فوجينهو على موقع قاعدة بيانات كرة القدم.إي يو (الإنجليزية)
- رينان فوجينهو على موقع Soccerway.com (الإنجليزية)
- رينان فوجينهو على موقع عالم كرة القدم.نت (الإنجليزية)